# أليك جون دوسن
إليك جون دوسن (بالإنجليزية: Alec John Dawson)‏ (1872 في المملكة المتحدة - 3 فبراير 1951 في المملكة المتحدة)؛ روائي بريطاني.